# معهد جامعة تورنتو للهندسة الطبية الحيوية
معهد جامعة تورنتو للهندسة الطبية الحيوية هو وحدة أكاديمية في جامعة تورنتو. الهدف الرئيسي للمعهد هو توفير التعليم العالي والبحث المتقدم في مجال الهندسة الطبية الحيوية. تأسست في عام 1962 من قبل الدكتور نورمان مودي تحت اسم معهد الإلكترونيات الطبية الحيوية، وقد اتخذ المعهد العديد من الأسماء في الماضي.
معهد جامعة تورنتو للهندسة الطبية الحيوية هي موطن لبحوث وتدريس اهتمامات كليات العلوم التطبيقية والهندسة وطب الأسنان والطب في جامعة تورنتو. يقع معهد جامعة تورنتو للهندسة الطبية الحيوية في قلب منطقة تورنتو ديسكفري، وتقدم علاقات بحثية مع الأقسام الشقيقة في جامعة تورنتو، وكذلك الباحثين في مستشفى الأطفال المرضى، وشبكة الصحة الجامعية، ومستشفى جبل سيناء، ومركز صنيبروك للعلوم الصحية، وكلية النساء الجديدة مستشفى، مستشفى سانت مايكل تورنتو، معهد تورونتو للتأهيل، بلورفيو كيدز رحاب ومنطقة مير ديسكفري.

## تاريخ
يعد معهد جامعة تورنتو للهندسة الطبية الحيوية، الذي تأسس عام 1962 على يد الدكتور نورمان مودي، أحد أقدم الوحدات الأكاديمية لهندسة الطب الحيوي في كندا. مع التركيز الشديد على تطبيق مفهوم الهندسة الكهربائية لحل المشاكل البيولوجية، شكل المعهد بين التعاون بين كلية الهندسة وكلية الطب في جامعة تورنتو.
في عام 1999، اندمج معهد الهندسة الطبية الحيوية مع مركز المواد الحيوية ومجموعة هندسة الأنسجة في الهندسة الكيميائية، لإنشاء معهد المواد الحيوية والهندسة الطبية الحيوية (1999-2000). بالإضافة إلى الطب والهندسة، يعد معهد المواد الحيوية والهندسة الطبية الحيوية أيضًا جزءًا من كلية طب الأسنان.
في خريف عام 2001، وبمساعدة من مؤسسة ويتاكر، أطلق المعهد برنامج الدراسات العليا الجديد في الهندسة الطبية الحيوية. يتيح هذا البرنامج للطلاب التسجيل للدراسات العليا مباشرة في معهد المواد الحيوية والهندسة الطبية الحيوية، دون الحاجة إلى التسجيل في «المنزل» أو الأقسام التعاونية.
في صيف عام 2020، قام معهد المواد الحيوية والهندسة الطبية الحيوية بتغيير اسمه إلى معهد جامعة تورنتو للهندسة الطبية الحيوية.

## أكاديميون
يستضيف معهد الهندسة الطبية الحيوية أعضاء هيئة التدريس والطلاب الذين يجرون أبحاثًا في مواضيع الهندسة السريرية وهندسة الخلايا والأنسجة والهندسة الجزيئية. كمعهد يركز على درجة الدراسات العليا، يقدم معهد جامعة تورنتو للهندسة الطبية الحيوية درجات في دكتوراه في الفلسفة، وماجستير في العلوم، وماجستير في الهندسة. سيطلب من الطلاب المسجلين الدكتوراه وبرنامج ماجستير في العلوم لأداء البحث والتطوير في أحد التخصصات الثلاثة المذكورة أعلاه. اعتبارًا من عام 2019، كان هناك 332 طالبًا خريجًا مسجلاً في جميع برامج الدراسات العليا ، وكانت غالبية الطلاب (56%) تتكون من طلاب الدكتوراه. بينما تركز برامج الدكتوراه وماجستير في الهندسة على إجراء البحث، يتكون برنامج ماجستير في الهندس بشكل أساسي من الدورات التدريبية ومكونات التدريب.

## روابط خارجية
- Official website